# Teziutlán
Teziutlán es una ciudad y cabecera municipal del municipio de Teziutlán, ubicado en la región sierra nororiental del estado mexicano de Puebla. El 26 de junio de 2023 recibió el nombramiento de Pueblo Mágico por parte de la Secretaría de Turismo (SECTUR) y es considerada la ciudad con más niebla en México.

## Toponimia
El término Teziutlán proviene de las voces nahua, Tecihiutl que significa granizo, y Tlan, que significa cerca o junto; que se traduce como "cerca del granizo".

## Historia
La región donde se encuentra Teziutlán estuvo habitada en la época prehispánica por comunidades Nahuas, Totonacas, Otomíes y Mazatecos. La triple alianza sometió a la población de la zona durante el dominio del Imperio Azteca. En 1620 se le fue designada a la localidad el nombre de Teciuhtepetitlán (del náhuatl, que significa "granizo entre el cerro" o "cerro de granizo"); ese mismo año se erige una ermita en honor a San Miguel Arcángel, santo patrono del lugar.
En 1847 se designa al pueblo de Teziutlán el título de villa por un decreto expedido por el congreso del estado. Posteriormente en 1861, se eleva a ciudad la categoría política de la villa de Teziutlán; siendo ratificada dicha categoría en 1903.

## Geografía
La localidad se sitúa en las coordenadas geográficas 19°49′08″N 97°21′38″O / 19.818889, -97.360556, a una elevación de 1,939 metros sobre el nivel del mar.

## Demografía
Según el Conteo de Población y Vivienda 2020, efectuado por el Instituto Nacional de Estadística y Geografía, la localidad de Teziutlán tiene 62,849 habitantes, de los cuales 28,910 son del sexo masculino y 33,939 del sexo femenino. Su tasa de fecundidad es de 1.85 hijos por mujer y tiene 18,435 viviendas particulares habitadas.
| Gráfica de evolución demográfica de Teziutlán entre 1900 y 2020 |
|                                                                 |
| INEGI.                                                          |